# Jerusalema
«Jerusalema» és una cançó del discjòquei i productor discogràfic sud-africà Master KG (nom d'artista de Namen Kgaogelo Moagi) interpretada per la cantant també sudafricana Nomcebo Zikode, que va esdevenir un vídeo viral arreu del món durant l'any 2020. El fenomen del JerusalemaDanceChallenge en va augmentar la popularitat.

## L'origen de la cançó
«Jerusalema» és una cançó d'estil gòspel-house de temàtica religiosa, i la seva lletra, basada en els versícles de l'Apocalipsi 21:1-4 i de Joan 18:36, conté conceptes profunds, espirituals, propis del gòspel. Segons indica Rufaro Samanga, de la plataforma OkayAfrica, «parla sobre Jerusalem com la llar de molts creients». Està cantada en llengua zulu.
Jerusalema va ser gravada inicialment l'11 d'agost de 2019 i penjada a les xarxes socials, on va tenir una bona acollida per part dels fans. Aleshores Master KG va contactar amb la seva amiga Nomcebo i junts van acabar el disc, que es va publicar el 29 de novembre de 2019. Va tenir el primer milió de visualitzacions en la primera setmana a You Tube. El video-clip oficial va aparèixer el 21 de desembre i a partir d'aquí va esdevenir un vídeo viral a tot el món durant l'any 2020, amb el fenomen del JerusalemaDanceChallenge. Després, Master KG la va incloure al seu segon àlbum del mateix títol, publicat el gener del 2020. El 10 de juliol va aparèixer com a senzill en reproducció en línia, de la ma d'Elektra France i Warner France.
Master KG n'ha dit: «Alguns diuen que és música de taberna, i jo dic: D'acord, espera i deixa'm demostrar el que la música de taberna pot fer per al món». A final de l'any 2019, ja era la cançó preferida del públic als locals de lleure sudafricans. Abans del confinament per la pandèmia COVID-19, Master KG va fer una gira de promoció del seu àlbum a Portugal, i va dir que en els seus espectacles havia posat més èmfasi en la coreografia que en la pròpia cançó.

## Crítica
La cançó ha rebut moltes crítiques positives. Segons Mandisa Ntsindee, de la revista Zkhiphani, «Jerusalema ha assolit nivells que cap altra cançó sud-africana havia assolit mai en el passat», qualifica Nomcebo de «poderosa vocalista» i diu que «l'escena musical sud-africana s'havia preparat per a aquesta precisa mena de revelació amb una cançó que és rabiosament nostra». La revista Music in Africa ha designat aquesta cançó una de les més grans del house sud-africà del 2020. Segons Ano Shumba, de la mateixa revista «Nomcebo ha consolidat la seva presència a l'escena local de la música house».

## Impacte
Els seguidors de Master KG a Spotify van créixer fins a 1,2 milions arran de la gran popularitat d'aquesta cançó. Les versions fetes arreu del món, interpretades amb altres instruments i cantades en diversos llengües, han contribuït a la popularitat. El vídeo musical oficial va ser publicat a YouTube el 21 de desembre del 2019. El 27 d'agost del 2020 ja l'havien mirat 100 milions de vegades, i mig any després ja atansava els 300 milions de mirades, una proesa molt poc habitual per a un artista sud-africà.

### Altres versions
El raper nigerià Burna Boy va publicar-ne una versió el 19 de juny de 2020, on incorpora el seu segell afro-fusion, cantant part de la lletra en llengua zulu, tot posant èmfasi en la unitat dels artistes africans. Rufaro Samanga, de la plataforma OkayAfrica, va qualificar aquesta versió «un impacte directe».
A partir d'aquí, Jerusalema va esdevenir número u a les llistes d'èxits de Bèlgica, els Països Baixos, Romania i Suïssa, i se situava al top ten de molts altres països europeus. Una nova versó feta pel raper veneçolà Micro TDH i l'actriu i cantant colombiana Greeicy va aparèixer el 17 de setembre de 2020.

### El repte de ball
Un repte de ball basat en aquesta cançó, protagonitzat per la coreografia d'un grup d'amics angolenys, la majoria nens, en un vídeo simpàtic, ha ajudat Jerusalema a fer-se viral online. El JerusalemaDanceChallenge, que ha estat comparat amb el fenomen de la Macarena, ha escampat arreu una munió de vídeos de ball interpretats per milers de persones de molts països, com ara els Països Baixos, Portugal, Itàlia, Romania, Espanya, França, Jamaica, Canadà, Suècia, Cuba, els Estats Units o Palestina, inclosa la ciutat de Jerusalem mateixa. A Alemanya, un grup de treballadors fan un homenatge a l'antic Aeroport de Berlín-Tegel tot ballant el Jerusalema a les pistes i a la terminal, ara clausurats. La Policia Federal Suïssa va reptar la Policia Nacional Irlandesa (Garda Síochána) i aquesta el va acceptar. El vídeo va tenir una bona acollida a ambdós països. Una versió per la Guàrdia Civil va rebre reaccions mixtes, alguns la van criticar com a una acció «vergonyosa» que malmet la imatge del cos.
El repte s'ha vist dificultat una mica quan la discogràfica Warner Bros ha començat a demanar els drets d'autor per la reproducció de la cançó.